# Міхаель Гільґерс
Міхаель Гільґерс (нім. Michael Hilgers, 6 серпня 1966) — німецький хокеїст на траві.
Олімпійський чемпіон 1992 року, срібний призер 1988 року.